# Casa Calderó
La Casa Calderó és una obra amb elements barrocs i eclèctics de Vic (Osona) protegida com a Bé Cultural d'Interès Local.

## Descripció
Edifici entre mitgeres de planta baixa, amb dos pisos superiors i golfes. A la planta baixa hi ha cinc portals adovellats, dos de llinda plana, uns altres dos d'arc pla i el del centre, d'arc rebaixat. Les finestres dels dos pisos superiors són de llinda plana amb brancals de carreus de pedra i es distribueixen simètricament. La mida d'aquestes també varia depenent del pis, mantenint una jerarquia. A les golfes hi ha una galeria amb finestretes d'arc de mig punt.

## Història
Al 1876, el mestre d'obres Marià Callís reformà l'edifici.